# Kletwin
Kletwin, pleme Copehan Indijanaca iz  skupine Hill Parwin nastanjeno istočno od plemenskih skupina Ko-pa, Tetbi-sel i Yawi-sel, sa kojima pripadaju u Hill Patwine.
Danas su priznati od strane vlade kao Kletsel Dehe Wintun Nation i naseljeni na jugozapadu okruga Colusa. Rezervat Cortina Indian Rancheria utemeljena je za njih 26. lipnja 1907. Suvremena populacija iznosi im preko 240.
Nacija Kletsel Dehe priznaje trinaest tradicionalnih sela koja su nekada činila sela naroda Kletwin, uključujući: Klet, Ko-Te-Nah, Nik-me, Shoo-Koo-ee, Ke-der Hlab-be, Loo-Kus, Bah-kah-'Hhlab-be, Cho-Che, Wi-Ko'Sel, Oo-Le, Mun-Maht-Lah, To-e-de-he, Yakut. Njihovo pordučje prostiralo se na 200 četvornih milja. 